# Беллок-Сен-Кламенс
Белло́к-Сен-Кламе́нс (фр. Belloc-Saint-Clamens) — коммуна во Франции, находится в регионе Юг — Пиренеи. Департамент — Жер. Входит в состав кантона Миранд. Округ коммуны — Миранд.
Код INSEE коммуны — 32042.

## География
Коммуна расположена приблизительно в 620 км к югу от Парижа, в 85 км западнее Тулузы, в 25 км к юго-западу от Оша.
На западе коммуны протекает река Баиз, а на востоке — река Петит-Баиз.

## Климат
Климат умеренно-океанический. Лето жаркое и немного дождливое, температура часто превышает 35 °С. Зимой часто бывает отрицательная температура и ночные заморозки. Годовое количество осадков — 700—900 мм.

## Население
Население коммуны на 2010 год составляло 138 человек.
| 1962 | 1968 | 1975 | 1982 | 1990 | 1999 | 2010 |
| ---- | ---- | ---- | ---- | ---- | ---- | ---- |
| 182  | 177  | 144  | 143  | 147  | 147  | 138  |

## Администрация
| Период | Период | Фамилия      | Партия       | Примечания |
| ------ | ------ | ------------ | ------------ | ---------- |
| 2001   | 2008   | Одиль Лакост | Разные левые |            |
| 2008   | 2020   | Клодин Ладуа |              |            |

## Экономика
В 2010 году среди 80 человек трудоспособного возраста (15-64 лет) 56 были экономически активными, 24 — неактивными (показатель активности — 70,0 %, в 1999 году было 61,3 %). Из 56 активных жителей работали 52 человека (23 мужчины и 29 женщин), безработных было 4 (3 мужчин и 1 женщина). Среди 24 неактивных 5 человек были учениками или студентами, 15 — пенсионерами, 4 были неактивными по другим причинам.

## Достопримечательности
- Часовня Св. Климента (XI век). Исторический памятник с 1890 года[4]